# X-Men: Apocalypse
Série X-Men
X-Men: Days of Future Past
(2014) X-Men: Dark Phoenix
(2019)
Série Wolverine / Deadpool
Deadpool
(2016) Logan
(2017)
Pour plus de détails, voir Fiche technique et Distribution.
X-Men: Apocalypse est un film de super-héros américain réalisé par Bryan Singer et sorti en 2016.
Neuvième film de la série de films X-Men, il fait suite à X-Men: Days of Future Past (2014) du même réalisateur.

## Synopsis
3 600 ans plus tôt dans l'ancienne Égypte, des milliers de personnes saluent avec dévotion un cortège royal et scandent un nom, En Sabah Nur, tandis que de mystérieux gardes se regardent avec insistance. La troupe est constituée d'En Sabah Nur/Apocalypse, vieux et fatigué, et de ses Quatre Cavaliers, tous des mutants dont il a amplifié les pouvoirs. Ceux-ci et d'autres personnes entrent dans une immense pyramide pour procéder à un rituel, au cours duquel Apocalypse va transférer son esprit dans le corps d'un mutant capable de guérir de toutes les blessures physiques afin de s'emparer de ses pouvoirs et de retrouver sa propre jeunesse. Mais alors que le transfert commence, les gardes se mutinent et tentent d'assassiner le mutant, le traitant de faux dieu. Les Cavaliers tombent les uns après les autres en protégeant leur maître, tandis que la pyramide est détruite par des blocs de pierre lancés par les rebelles, qui détruisent les piliers porteurs. Avant de mourir, la Cavalière de la Mort a le temps d'enfermer le nouveau corps de son maître dans un cocon télékinétique.
Des milliers d'années plus tard, en 1983, dans une salle de classe de l'Ohio, une enseignante projette des photographies avec un rétroprojecteur et parle des mutants à ses élèves. Elle présente tour à tour Magnéto, un mutant qui a défié le monde et failli le détruire il y a 10 ans à Washington, et Mystique, une héroïne qui l'a défendu. Dans cette salle de classe, un des étudiants, Scott Summers, se plaint de douleurs qu'il ressent au niveau des yeux et demande à sortir. Caché ensuite dans les toilettes, il projette alors un puissant rayon d'énergie qui provoque des dégâts terribles. Au même moment, à Berlin-Est, en Allemagne de l'Est, Mystique assiste à un combat clandestin entre deux mutants, Warren Worthington III, alias Angel, et Kurt Wagner, alias Diablo, capable de se téléporter. Ce dernier est sauvé par Mystique, qu'il reconnaît comme la grande sauveuse de la cause mutante et décide de l'accompagner. En Pologne, Magnéto a refait sa vie sous la fausse identité d'Henrik Gurzsky et vit désormais sur la terre de ses ancêtres. Marié avec Magda et père d'une petite fille, Nina, il travaille maintenant dans une fonderie et semble avoir oublié ses vieux démons.
Le frère aîné de Scott, Alex Summers (Havok), décide de l'emmener à l’école pour jeunes surdoués du professeur Xavier, où il le présente à Charles et Hank McCoy. C'est à cette occasion que Scott rencontre Jean Grey, une mutante aux pouvoirs psychiques prodigieux. Le jeune Summers montre alors ses pouvoirs à Charles en coupant en deux un immense chêne. Au même instant, en Égypte, l'agent de la CIA Moira MacTaggert assiste en secret, dans une grotte souterraine, à ce qui semble être une cérémonie ésotérique dans laquelle des hommes appellent à eux Apocalypse. Le soleil passant par l'entrée de la grotte, laissée ouverte par Moira, a pour conséquence le réveil d'Apocalypse, ce qui provoque une vague sismique à travers le monde, ressentie en Égypte, aux États-Unis et en Pologne. Jean ressent la force d'Apocalypse dans son sommeil et perd le contrôle de ses pouvoirs (qui abîment les murs de sa chambre), avant que Charles n'intervienne pour la réveiller. Celle-ci partage avec lui les images qu'elle a vues en rêves et lui annonce qu'elle a vu la fin du monde. En Pologne, les secousses forcent Erik à sauver un homme dans l'usine grâce à ses pouvoirs. Il rentre chez lui terrifié que quelqu'un ait pu remarquer quoi que ce soit. Il demande à sa femme de fuir à ses côtés, mai ils se rendent compte alors que leur fille n'est pas dans la maison. Ils partent à sa recherche dans la forêt et la retrouvent enfin avec des gendarmes du village qui, à cause des collègues de travail d'Erik, l'ont reconnu comme étant Magnéto, le mutant destructeur présumé. Il décide alors de se laisser arrêter, afin de sauver sa femme et sa fille. Mais Nina, prenant la capture de son père très à cœur, déchaîne alors son pouvoir, celui de contrôler les animaux. Dans la confusion, un des gendarmes tire accidentellement une flèche. Celle-ci tue sur la jeune mutante et sa mère. Horrifié par ce qui arrive, et désespéré face à la fatalité qui l'accable, il tue alors tous les gendarmes avant de fuir. Rapidement, la nouvelle de la réapparition de Magnéto fait le tour du globe et un mandat d'arrêt international est lancé contre lui. Aux États-Unis, Peter Maximoff, alias Vif-Argent, regarde la télévision et y voit les derniers événements concernant Magnéto.
En Allemagne, Mystique emmène Kurt chez le falsificateur de papiers d'identité, Caliban. C'est à cette occasion que Caliban lui apprend les derniers actes commis par Magnéto et que cette dernière décide d'emmener finalement le jeune homme chez Charles. De son côté, Charles utilise le Cerebro pour observer l'épicentre du phénomène et y retrouve Moira MacTaggert à l'endroit même de la première secousse. Ce qui fait remonter à la surface un certain nombre de souvenirs. Il décide alors de lui rendre visite à son retour avec Alex, mais celle-ci ne se souvient pas d'eux, ni d'avoir combattu à leurs côtés, ni d'aucun des événements de la baie des Cochons, car Charles lui avait effacé la mémoire peu après afin qu'elle ne se souvienne pas de l'existence des mutants. Celle-ci, toutefois, le connaît de nom et a lu tous ses travaux sur la mutation, desquels elle s'est servie pour l'enquête en cours. Elle leur explique alors l’existence d'une secte d'adorateurs qui tentent de retrouver le premier de tous les mutants, En Sabah Nur, et le danger que celui-ci représenterait. Selon elle, il était toujours accompagné de quatre mutants dont il augmentait les pouvoirs pour en faire les plus puissants du monde.
Au manoir, Hank fabrique des lunettes en quartz-rubis à Scott, pour réfracter son rayon d'énergie et lui permettre de voir sans blesser quelqu'un. C'est là qu'il rencontre officiellement Jean Grey et parle avec elle, se trouvant tous les deux de nombreux points communs.
En Égypte, En Sabah Nur s'est libéré de sa prison millénaire et arpente les rues du Caire, découvrant la nouvelle civilisation. Au même moment, une jeune mutante, Ororo Munroe, à la tête d'une bande de gamins des rues, utilise ses pouvoirs pour créer une légère bourrasque et tente de voler quelque chose. Mais elle se fait rattraper par les vendeurs qui tentent de lui couper la main droite. Elle est alors sauvée par En Sabah Nur, qui neutralise d'un seul coup tous ses assaillants. Elle l'emmène alors chez elle pour le remercier et lui révèle son admiration sans limite pour Mystique. En Sabah Nur, par le biais de la télévision, se connecte à toutes les bases informatiques, apprenant en un seul geste tous les langages de la Terre, toutes les informations sur l'emplacement des armes nucléaires et surtout, l'histoire des mutants. Considérant que les faibles ont pris le pouvoir sur les forts, Apocalypse commence alors sa vendetta en amplifiant les dons naturels de Tornade, provoquant le blanchissement de ses cheveux et sa transformation en Cavalière de la Famine. Ensuite, il se rend chez Caliban où il rencontre Psylocke, sa garde-du-corps, et l'engage comme Cavalière de la Pestilence, lui donnant également des capacités plus grandes. Il se téléporte enfin dans une église où il fait la rencontre d'Angel et le transforme en Cavalier de la Mort, lui donnant une nouvelle paire d'ailes en métal tranchant. Il possède donc trois cavaliers sur les quatre.
Accompagnée de Diablo, Mystique arrive enfin au manoir où elle est accueillie par Hank, très ému de la retrouver. Il lui montre alors l'avion supersonique qu'il a construit pour les X-Men, dans l'espoir que ceux-ci se reformeraient, mais rien ne semble s'être produit car Charles ne veut plus faire combattre ses élèves. Kurt rencontre alors Scott, Jean et Jubilé qui décident alors de sortir pour voir un film. Charles, de retour au manoir avec Alex et Moira, parle avec Raven, qui lui révèle le problème d'Erik. Charles décide alors de le localiser avec Cérébro, mais lorsqu'il le retrouve, il est déjà trop tard. Il est déjà devenu le Cavalier de la Guerre d'Apocalypse, qui lui a offert alors des pouvoirs encore plus grands. Il n'utilise plus seulement le métal, mais le champ magnétique terrestre, lui donnant des possibilités exponentielles. Charles tente de le raisonner mais rien n'y fait, il est résolu à détruire l'Humanité aux côtés d'En Sabah Nur. Celui-ci profite alors de la connexion entre Erik et Charles pour prendre le contrôle du Cérébro et désarmer l'Humanité entière en lançant tous les missiles nucléaires du monde dans l'espace. Toutefois, Alex, sur la demande de Charles, détruit le Cérébro avec son rayon. Mais en sortant du Cérébro, tous tombent nez-à-nez sur Apocalypse et ses Cavaliers qui enlèvent Charles. Alex tente de les arrêter, malgré la mise en garde de Hank, et envoie son rayon sur la distorsion spatio-temporelle, mais celle-ci se referme avant qu'il ne l’atteigne, il touche alors un des réacteurs du Blackbird, provoquant une terrible explosion qui détruit le manoir. Néanmoins, Vif-Argent, qui se rendait également au manoir dans l'espoir de retrouver Magnéto, sauve tous ceux qui se trouvaient à l'intérieur. Toutefois, il n'arrive pas à sauver Alex, qui meurt dans l'explosion. Au même moment, alors qu'ils avaient assisté à une séance du Retour du Jedi, Jean, Scott, Kurt et Jubilé arrivent sur place et constatent avec effarement l'explosion du manoir et la mort d'Alex.
C'est alors que William Stryker et ses hommes apparaissent et enlèvent sous les yeux des étudiants, Hank, Moira, Mystique et Vif-Argent. Grâce à ses pouvoirs, Jean réussit à les rendre elle, Scott et Kurt invisibles pour qu'ils se glissent dans l'hélicoptère qui les emmène à la base d'Alkali Lake. Là-bas, Mystique, Moira, Peter et Hank sont enfermés dans une cage électrifiée où les pouvoirs sont inexistants. Hank, à court de sérum, reprend sa véritable forme animale bleue. Peter révèle la vérité à tous : il est en fait le fils de Magnéto, mais celui-ci ne l'a jamais su. Pendant ce temps, au Caire, Charles voit ses pouvoirs amplifiés par Apocalypse qui le force à envoyer un message au monde : celui que les mutants reprendront enfin le pouvoir. Il envoie également par télépathie un message secret à Jean pour lui dire l'endroit où il se trouve. Apocalypse dévaste alors le Caire avec ses pouvoirs et construit une nouvelle pyramide en son centre, entièrement faite de métal, puis révèle à Charles qu'il est la pièce maîtresse de son plan. En effet, il compte bien transférer son esprit dans son corps afin de se régénérer et de devenir le mutant télépathe parfait et omniprésent. Erik commence alors son propre travail et dérègle le magnétisme terrestre, provoquant des catastrophes naturelles à travers le monde.
De leur côté, les jeunes mutants libèrent une créature prisonnière du laboratoire : Wolverine, prisonnier de William Stryker depuis dix ans, ayant perdu la mémoire à cause des expérimentations du projet Arme X. William Stryker lui a, en effet, recouvert le squelette d'adamantium et celui-ci se déchaîne, supprimant tous les soldats et provoquant la fuite de William Stryker. Avant qu'il ne s'enfuie, Jean lui rend une partie de sa mémoire. Ils libèrent ensuite les autres et Jean leur révèle l'emplacement de Charles. Conduits par Mystique, tous prennent un avion de l'armée et se rendent au Caire pour libérer Charles. Alors que le transfert de conscience est sur le point de commencer, Diablo, guidé par Jean, est confronté à son ancien adversaire Angel. Hank affronte quant à lui Psylocke alors que Scott combat Tornade. De leur côté, Mystique et Vif-Argent se rendent auprès de Magnéto, mais Peter n'arrive pas à révéler la vérité à son père. Malgré cela, Mystique réussit à insérer le doute dans son esprit, en lui disant qu'elle protégerait ce monde, même au prix de sa vie. Après un combat rapproché terrible, Diablo réussit à se débarrasser d'Angel et parvient à téléporter Charles et tous les autres, sauf Peter et Mystique, dans l'avion. Dans leur tentative de décoller, ils sont attaqués par Psylocke et Angel, mais Jean demande à ce moment-là à Kurt de les téléporter tous hors de l'avion. Après plusieurs tentatives, celui-ci réussit à les téléporter un peu plus loin dans la ville, mais il s'évanouit, complètement vidé de son énergie. L'avion s'écrase provoquant la mort d'Angel et la chute de Psylocke.
Enragé d'avoir perdu Charles, Apocalypse essaie de le retrouver, quand il se fait attaquer par Vif-Argent, mais celui-ci, ne faisant pas le poids, est immobilisé, et Apocalypse intime l'ordre à Psylocke de l'achever. Il s'agit en réalité de Mystique qui tente de tuer Apocalypse mais il survit et commence à l'étrangler sous les yeux de Tornade. Elle est alors sauvée in extremis par l'intervention de Magnéto qui a décidé de prendre aux mots Mystique. Quand Apocalypse dit « Toi, tu me trahis ? », Erik répond simplement « Non, c'est eux que j'ai trahis » et utilise ses pouvoirs contre Apocalypse. Il est rejoint dans son combat par Hank et Scott, mais cela ne suffit pas. Charles, épuisé et devenu chauve des suites de la tentative de transfert, tente d'utiliser le lien que tous les deux partagent dans le but de le détruire, mais il est pris à son propre piège, et son esprit est sur le point d'être oblitéré. Il demande alors à Jean de l'aider et de libérer ses véritables pouvoirs. Après quelques moments d'hésitation, cette dernière s’exécute, et utilise toute la  puissance du Phénix pour détruire littéralement le corps et l'esprit d'Apocalypse, immobilisé par les pouvoirs combinés de Magnéto, de Scott et de Tornade, qui a également décidé de rejoindre les X-Men. Avant de mourir cependant, Apocalypse semble entrevoir l'avenir et s'exclame que tout lui a été révélé. Après la mort d'Apocalypse, Psylocke quitte le champ de bataille.
Moira, aux côtés de Charles, lui demande s'il va bien et s'il sait où il se trouve. Celui-ci lui répond qu'il est sur une plage, en référence à l'épisode de Cuba et décide de lui rendre ses souvenirs. Le monde entier apprend de Moira que ce sont des mutants, menés par Charles Xavier, Mystique mais aussi, à la grande surprise de tous, par Magnéto, qui ont sauvé le monde du chaos. Grâce à Magnéto et Jean, le manoir est rebâti. Vif-Argent et Tornade décident de rejoindre l'équipe. Celle-ci lui demande s'il compte un jour raconter à son père la vérité, ce à quoi Peter répond qu'il le fera, en temps voulu. Plus tard, Erik quitte son vieil ami Charles, considérant que sa place n'est pas dans ce manoir et que leurs divergences sont toujours les mêmes.
Mystique, qui a enfin accepté sa véritable forme et rejoint ses amis, est en train d'entraîner, avec des Sentinelles, la nouvelle génération de X-Men, constituée de Cyclope, Phénix, Vif-Argent, Diablo et Tornade.
Scène post-générique
La base d'Alkali Lake est investie par une équipe paramilitaire. Des hommes nettoient les flaques de sang et emportent les cadavres que Wolverine a laissés derrière lui. Un groupe de dirigeants fouille la pièce où Wolverine était enfermé, trouve une fiole contenant du sang de Wolverine et la met dans une mallette de la société Essex Corp.

## Fiche technique
Sauf indication contraire, les informations mentionnées dans cette section peuvent être confirmées par les bases de données cinématographiques IMDb et Allociné,  présentes dans la section « Liens externes ».
- Titre original, français et québécois : X-Men: Apocalypse
- Réalisation : Bryan Singer
- Scénario : Simon Kinberg, d'après une histoire de Simon Kinberg, Bryan Singer, Michael Dougherty et Dan Harris, d'après les personnages créés par Stan Lee et Jack Kirby
- Musique : John Ottman
- Direction artistique : Caroline Alder, Ravi Bansal, David Gaucher, Michele Laliberte, Veronique Meunier et Charlotte Rouleau
- Décors : Grant Major
- Costumes : Louise Mingenbach
- Photographie : Newton Thomas Sigel
- Son : Erin Michael Rettig, Ron Bartlett, Paul Massey
- Montage : John Ottman et Michael Louis Hill
- Production : Lauren Shuler Donner, Simon Kinberg, Bryan Singer et Hutch Parker
  - Production déléguée : Stan Lee, Todd Hallowell et Josh McLaglen
  - Production associée : Kathleen McGill
  - Coproduction : John Ottman, Blondel Aidoo et Jason Taylor
- Sociétés de production[2] : Bad Hat Harry Productions, Kinberg Genre et Donners' Company, avec la participation de Twentieth Century Fox, en association avec Marvel Entertainment et TSG Entertainment
- Société de distribution : Twentieth Century Fox
- Budget : 178 millions de $[3]
- Pays de production :  États-Unis
- Langues originales : anglais, allemand, polonais, arabe, égyptien ancien
- Format[4] : couleur - D-Cinema - 2,39:1 (Cinémascope) - son Dolby Atmos | DTS (DTS: X) | Sonics-DDP | 12-Track Digital Sound | Auro 11.1 | IMAX 6-Track | Dolby Surround 7.1 | Dolby Digital | SDDS
- Genre : super-héros, action, aventures, science-fiction
- Durée : 144 minutes
- Dates de sortie[5] :
  - France, Belgique, Suisse romande : 18 mai 2016[6],[7]
  - États-Unis, Québec : 27 mai 2016[8]
- Classification[9] :
  - États-Unis : accord parental recommandé, film déconseillé aux moins de 13 ans (PG-13 - Parents Strongly Cautioned)[Note 3]
  - France : tous publics[10]
  - Belgique : tous publics (Alle Leeftijden)[6]
  - Suisse romande : interdit aux moins de 12 ans[11]
  - Québec : tous publics - déconseillé aux jeunes enfants (G - General Rating)[8]

## Distribution
- James McAvoy (VF : Alexis Victor) : Charles Xavier / Professeur X
- Michael Fassbender (VF : Jean-Pierre Michaël) : Erik Lehnsherr / Henryk Gurzsky / Magnéto
- Jennifer Lawrence (VF : Céline Mauge) : Raven Darkholme / Mystique
- Oscar Isaac (VF : Benjamin Penamaria) : En Sabah Nur / Apocalypse
- Nicholas Hoult (VF : Damien Boisseau) : Hank McCoy / le Fauve
- Rose Byrne (VF : Françoise Cadol) : Moira MacTaggert
- Sophie Turner (VF : Kelly Marot) : Jean Grey
- Tye Sheridan (VF : Emmanuel Garijo) : Scott Summers / Cyclope
- Evan Peters (VF : Jimmy Redler) : Peter Maximoff / Vif-Argent
- Alexandra Shipp (VF : Mbembo) : Ororo Munroe / Tornade
- Kodi Smit-McPhee (VF : Jochen Haegele) : Kurt Wagner / Diablo
- Olivia Munn (VF : Julie Dumas) : Betsy Braddock / Psylocke
- Ben Hardy (VF : Gauthier Battoue) : Warren Worthington III / Angel
- Lucas Till (VF : Valentin Merlet) : Alex Summers / Havok
- Josh Helman (VF : Emmanuel Curtil) : Colonel William Stryker
- T. J. McGibbon (VF : Lucille Boudonnat) : Nina Gurzsky
- Carolina Bartczak : Magda Gurzsky
- Lana Condor (VF : Edwige Lemoine) : Jubilation Lee / Jubilee
- Tómas Lemarquis (VF : Fabrice Josso) : Caliban (caméo)
- Gustave Ouimet : Fred Dukes / le Colosse (caméo)
- Manuel Tadros : le chef du culte égyptien
- Stan Lee : le vieil homme qui assiste au lancement des missiles (caméo)
- Hugh Jackman : James « Logan » Howlett / Wolverine (caméo)
- Joan Boocock Lee : l’épouse du vieil homme (caméo)
- Warren Scherer : Pestilence
- Rochelle Okoye : Famine
- Monique Ganderton : Mort
- Fraser Aitcheson : Guerre
- Berdj Garabedian : Apocalypse âgé

Source et légende : version française (VF) sur RS-Doublage

Photos des acteurs principaux
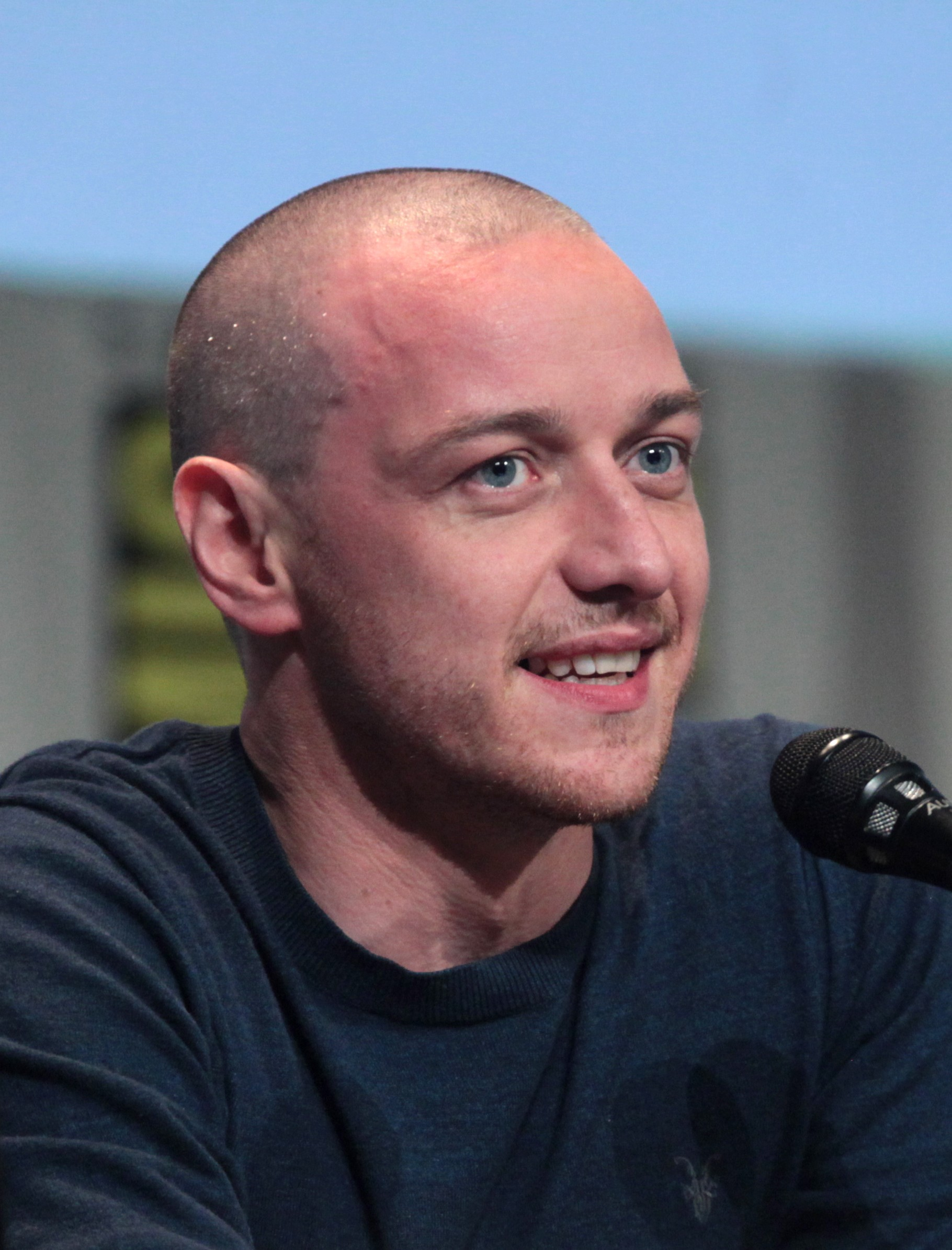
James McAvoy interprète Le Professeur Charles Xavier
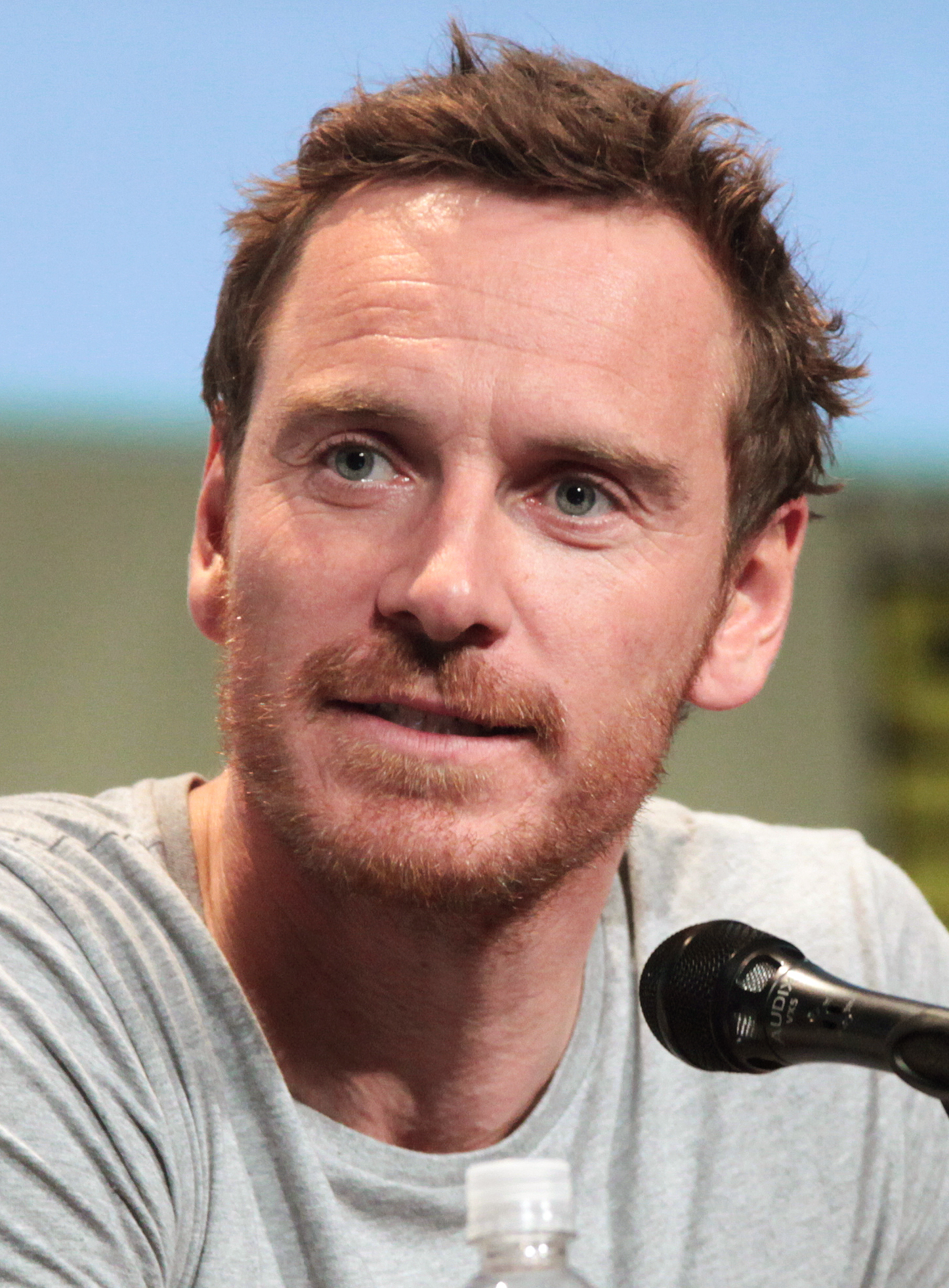
Michael Fassbender interprète Erik Lensherr / Henryk Gurzsky / Magnéto
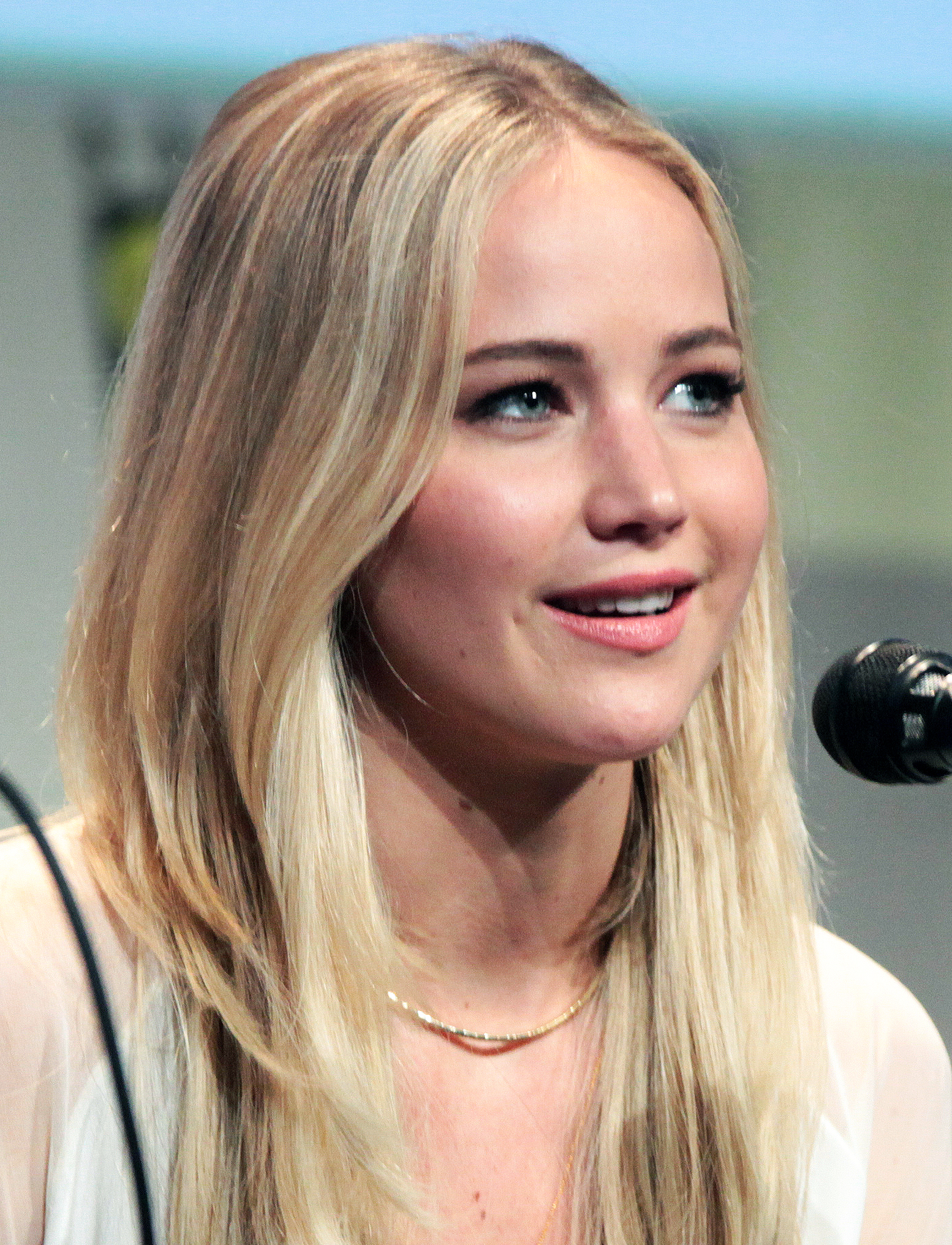
Jennifer Lawrence interprète Raven Darkholme / Mystique
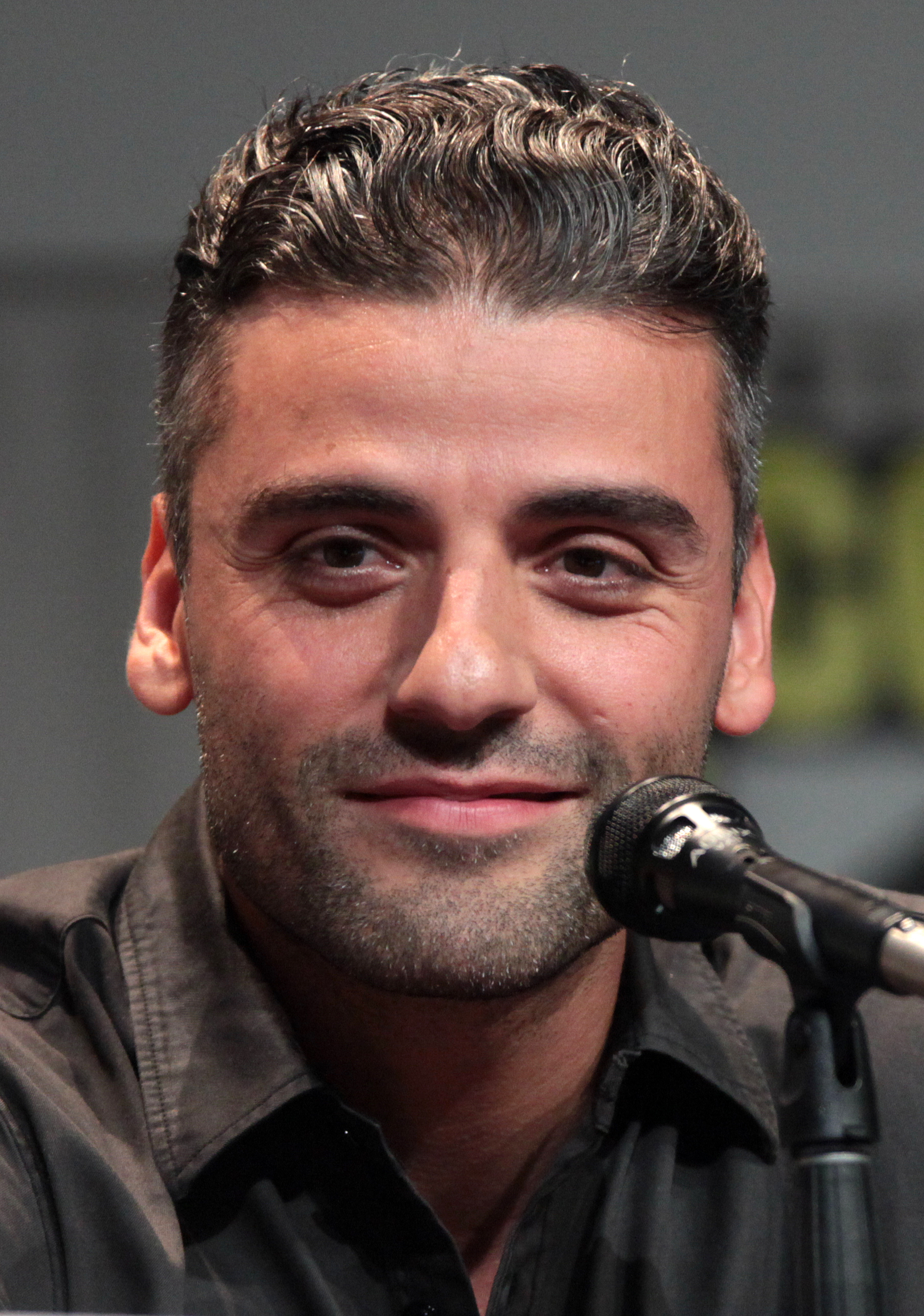
Oscar Isaac interprète En Sabah Nur / Apocalypse
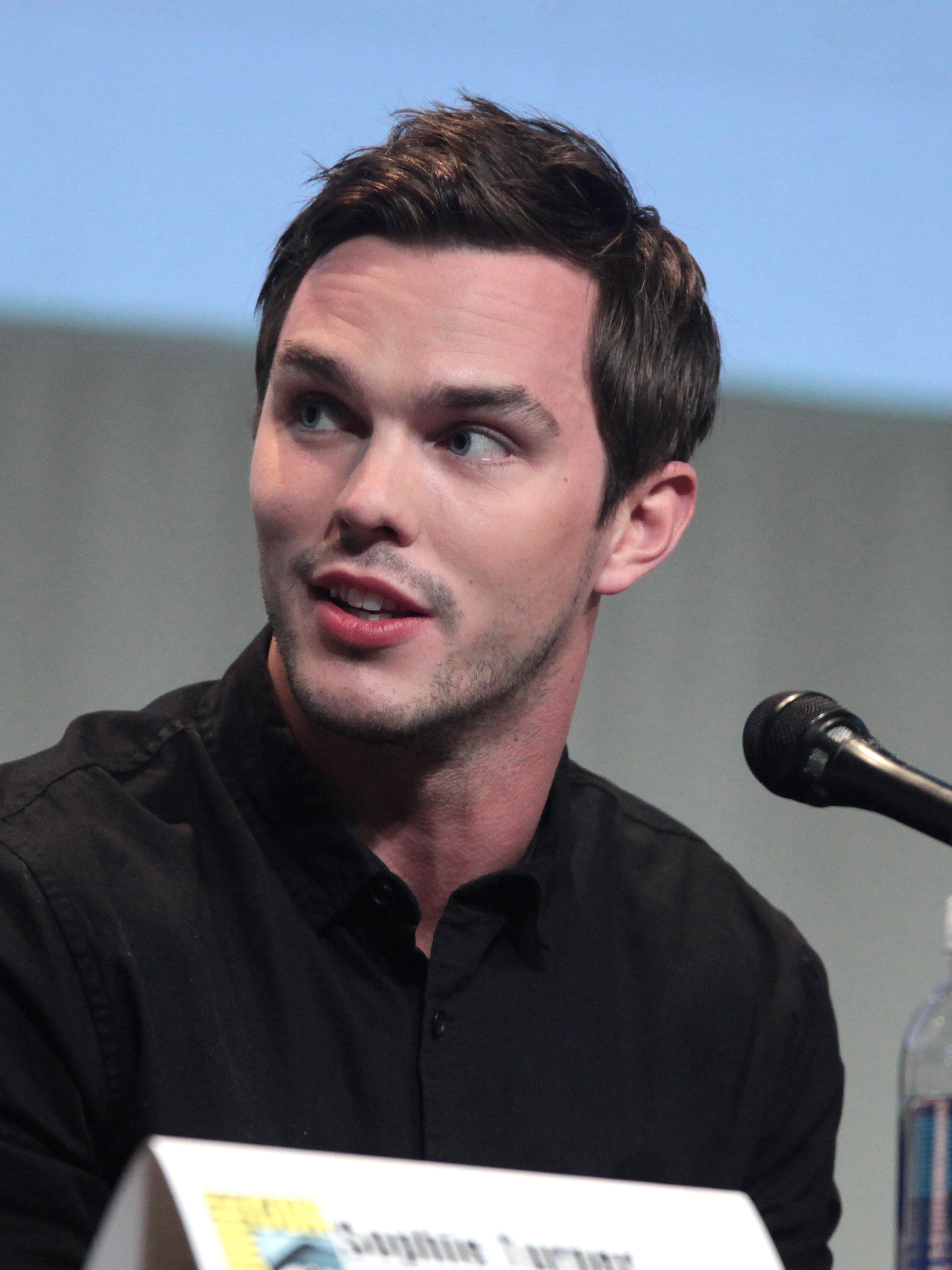
Nicholas Hoult interprète Hank McCoy / Le Fauve
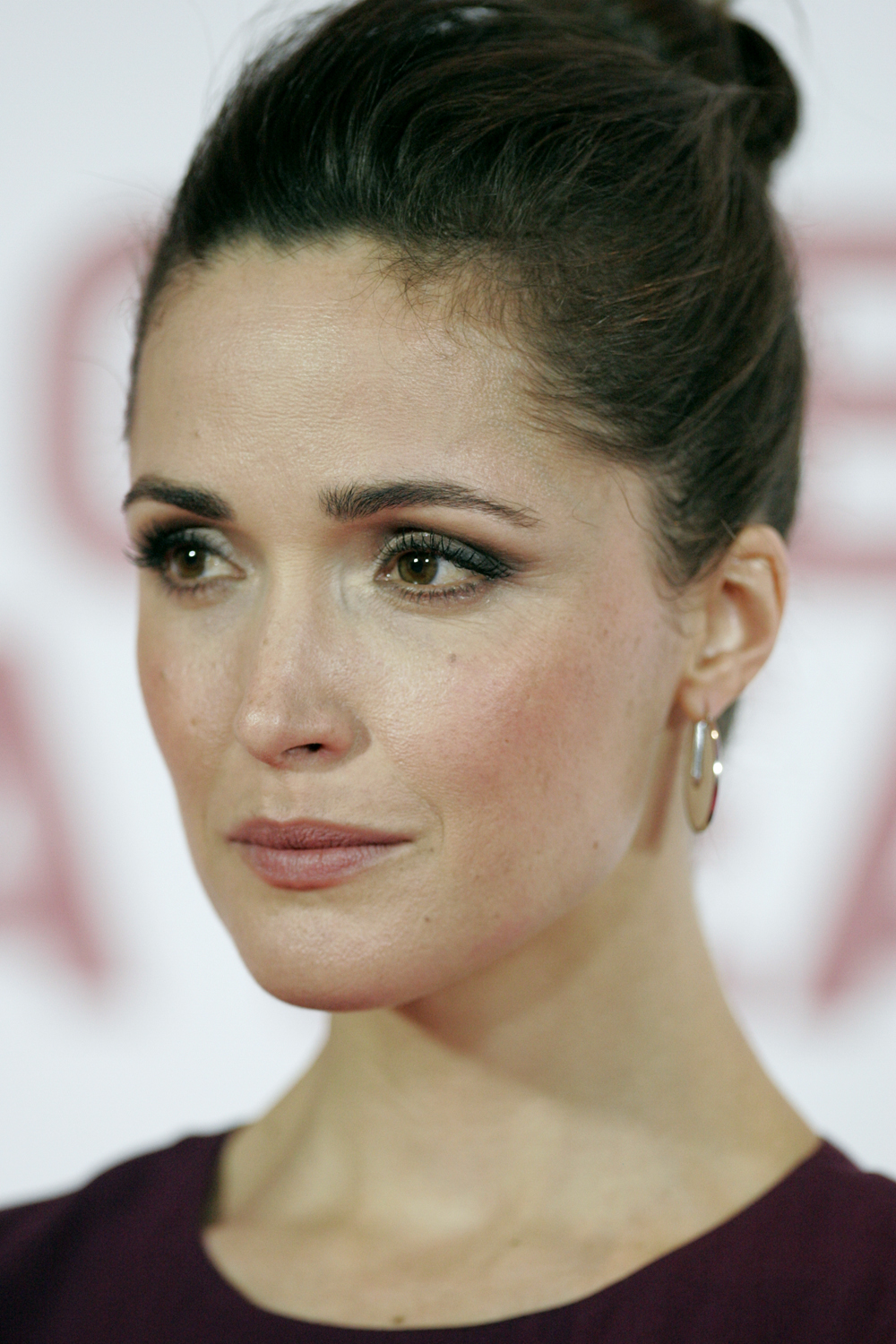
Rose Byrne interprète L'Agent Moira MacTaggert
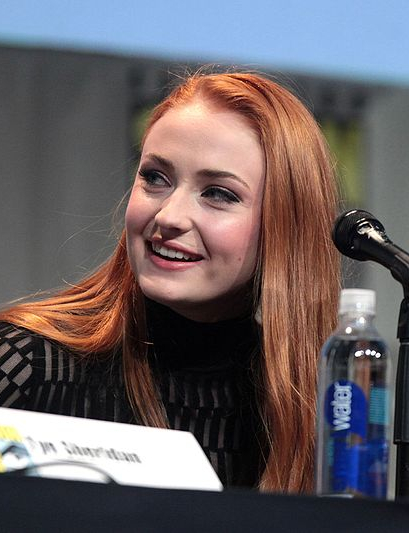
Sophie Turner interprète Jean Grey
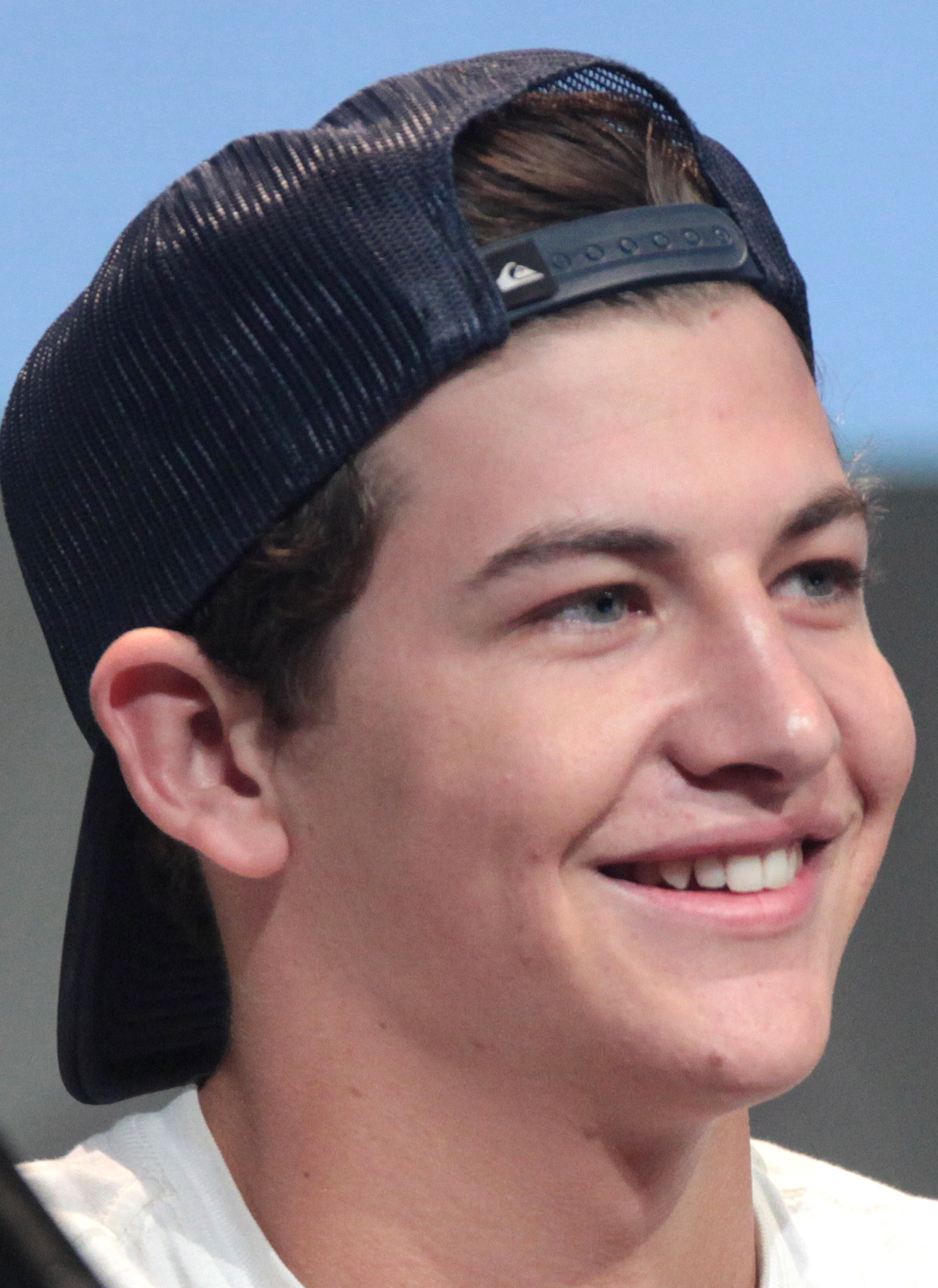
Tye Sheridan interprète Scott Summers / Cyclope
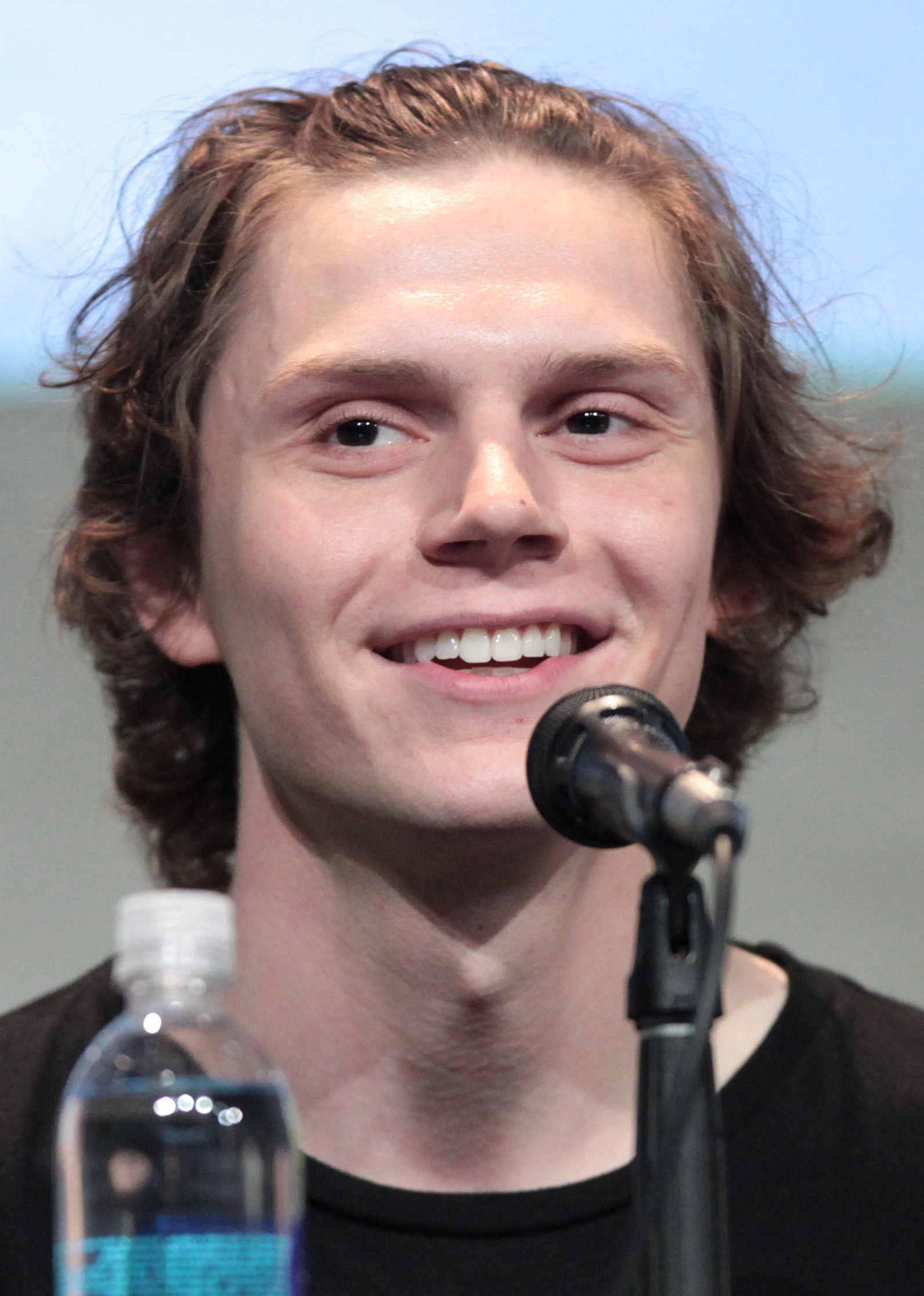
Evan Peters interprète Peter Maximoff / Vif-Argent
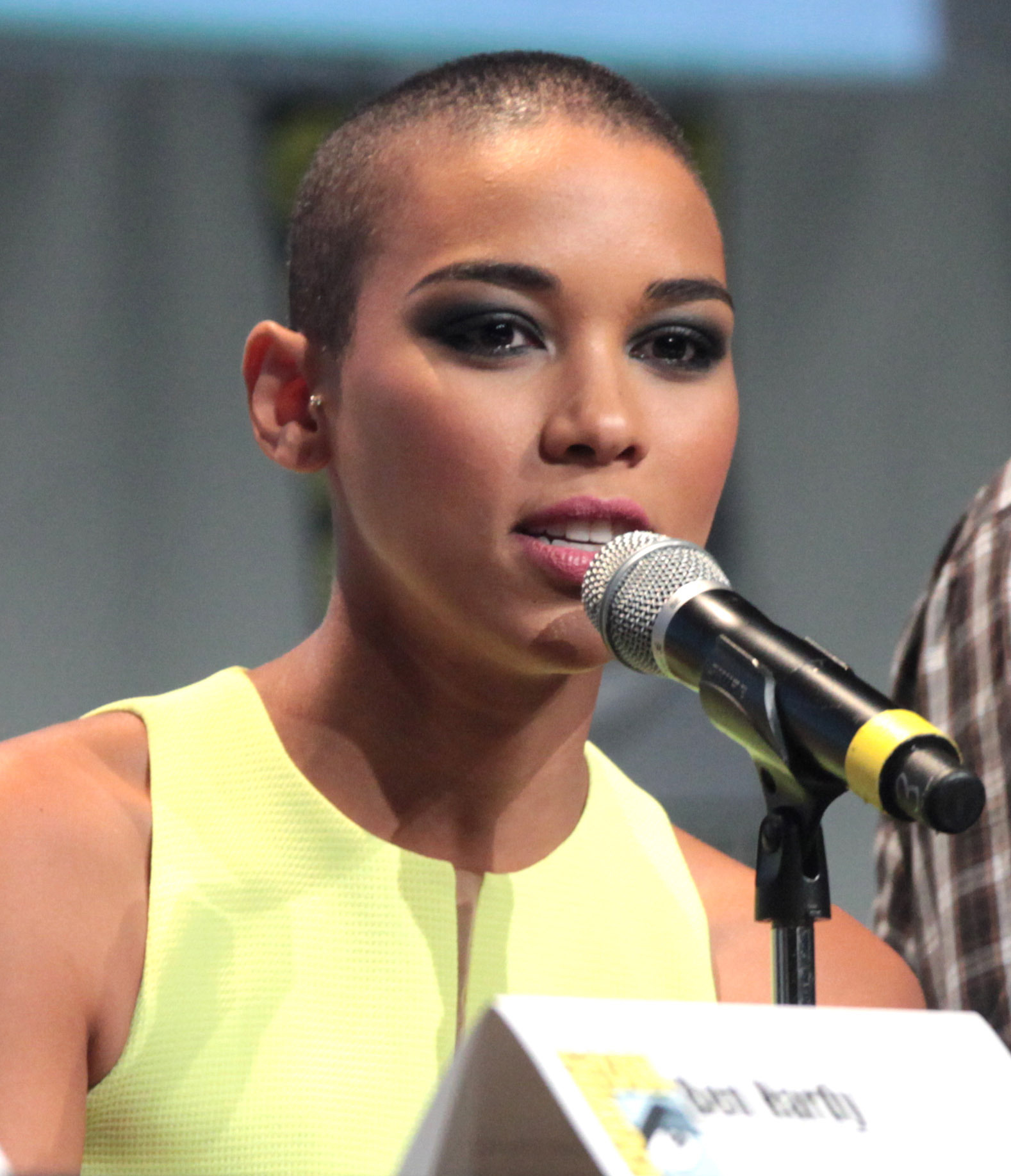
Alexandra Shipp interprète Ororo Munroe / Tornade
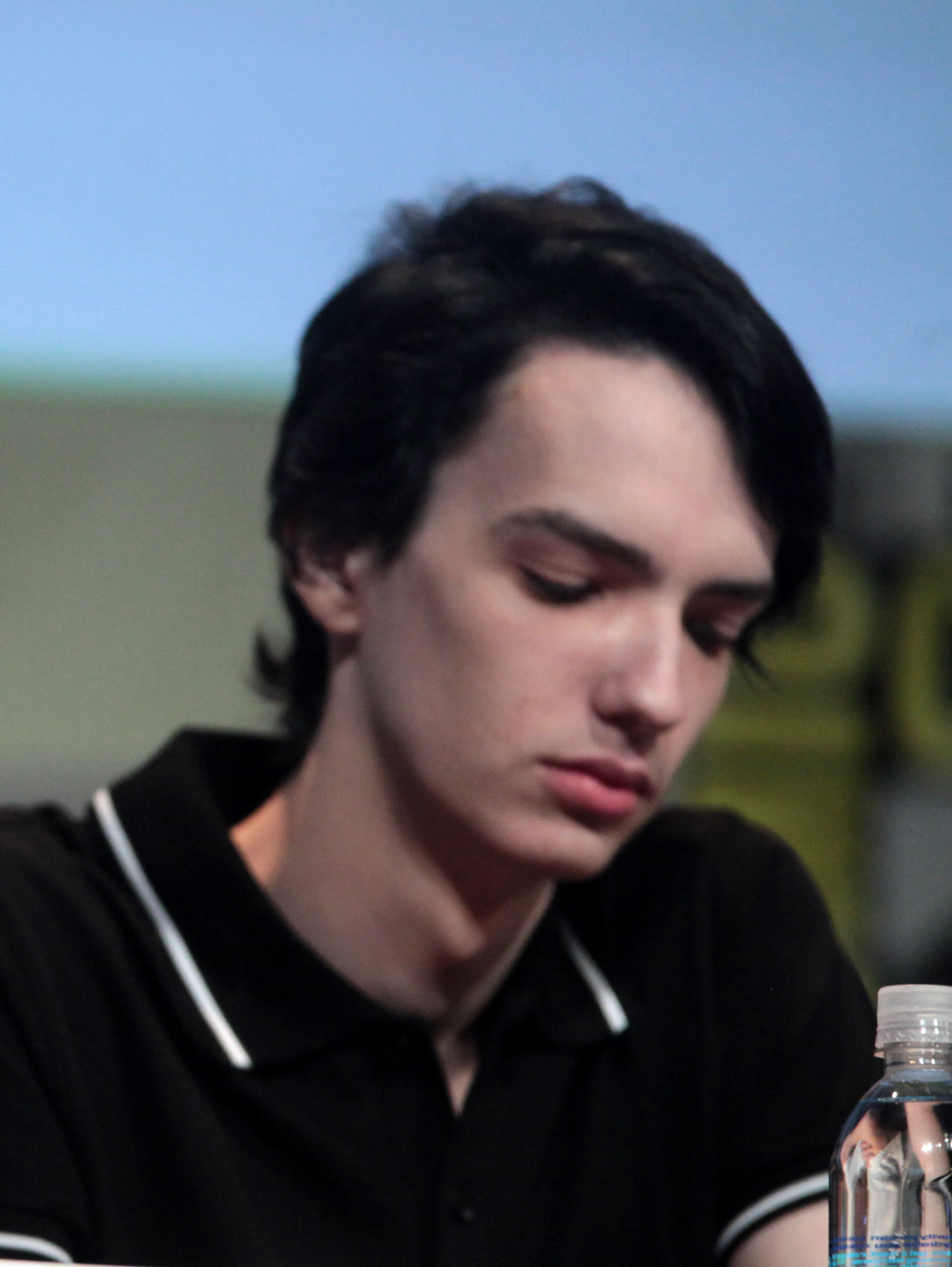
Kodi Smit-McPhee interprète Kurt Wagner / Diablo
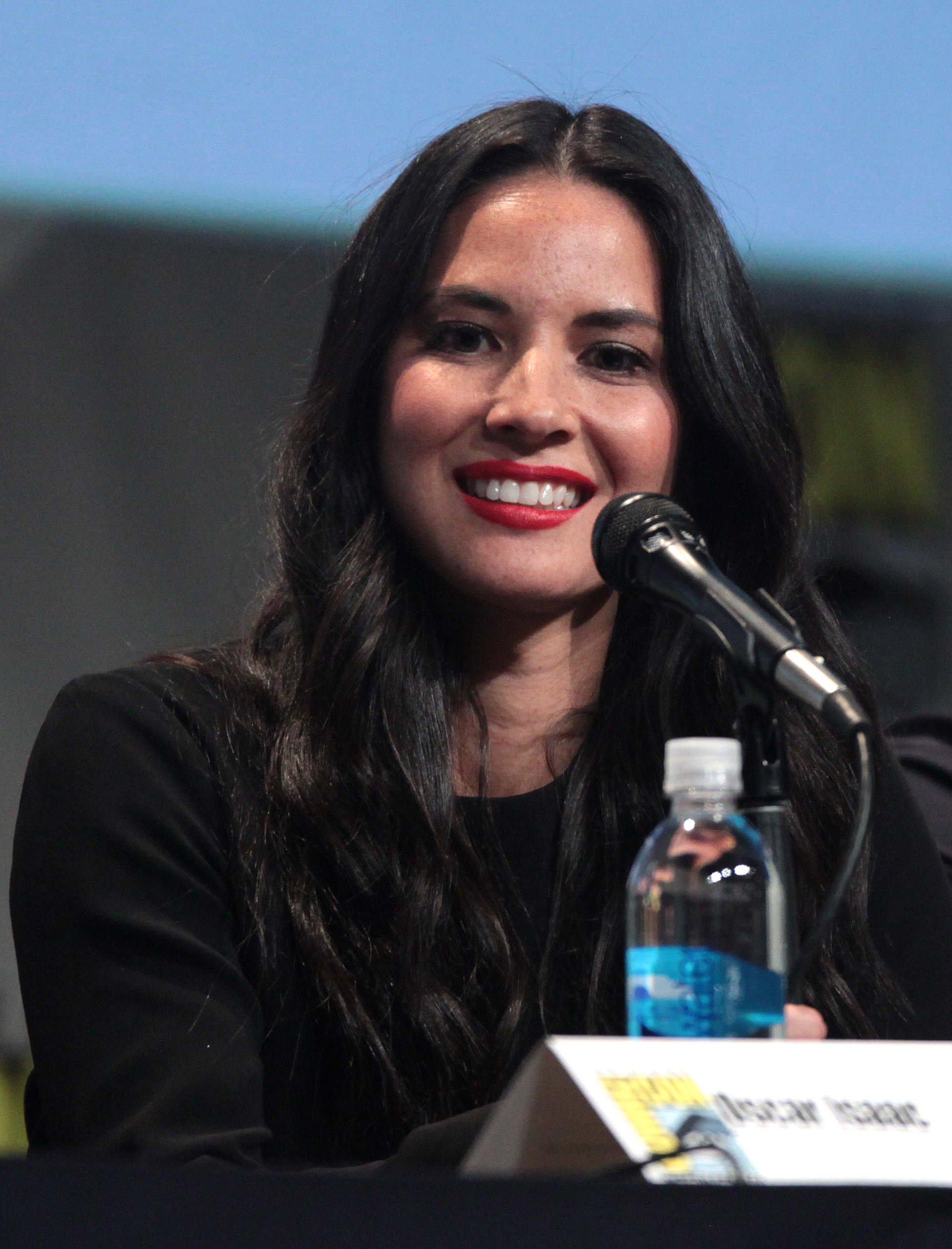
Olivia Munn interprète Betsy Braddock / Psylocke
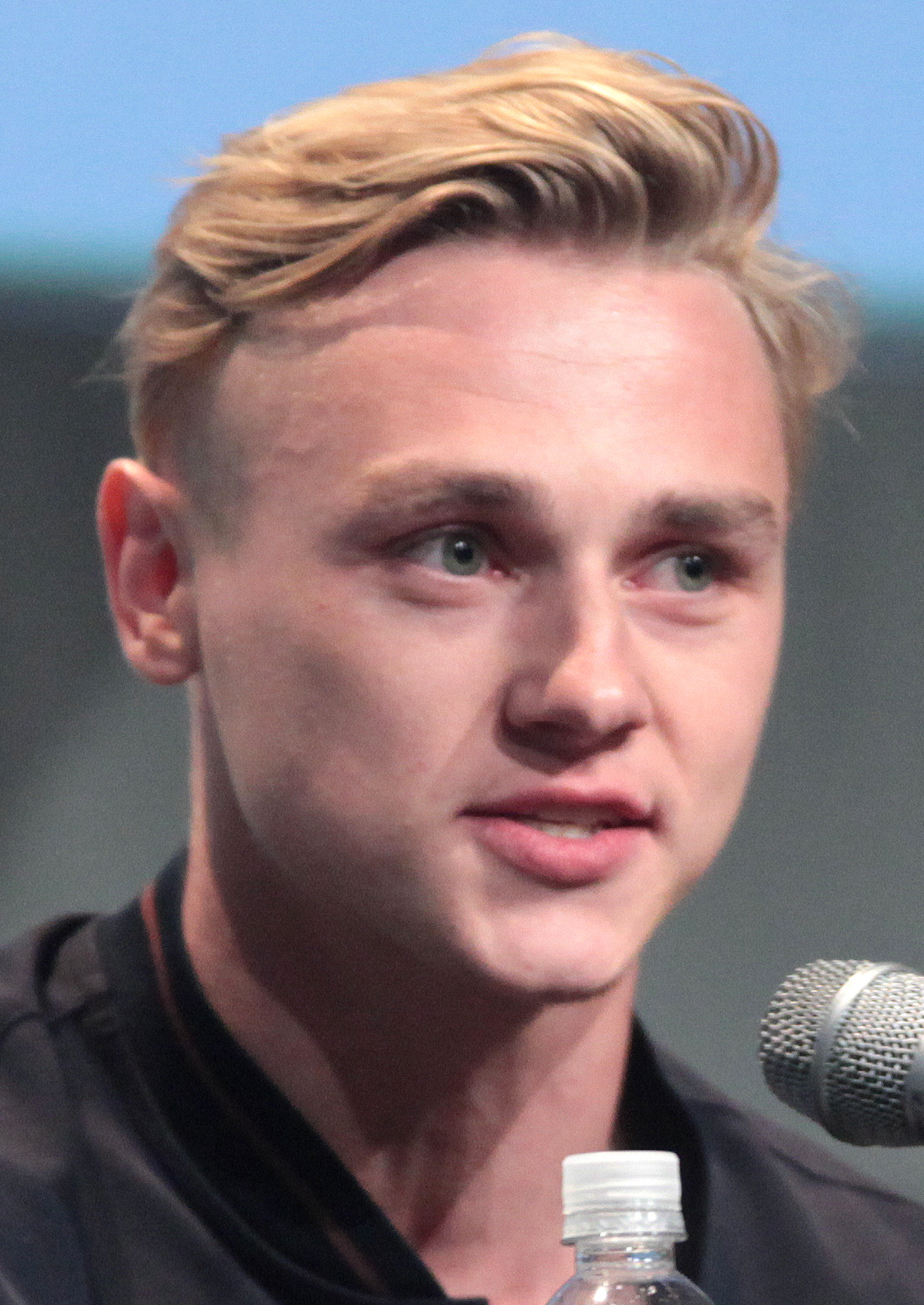
Ben Hardy interprète Angel
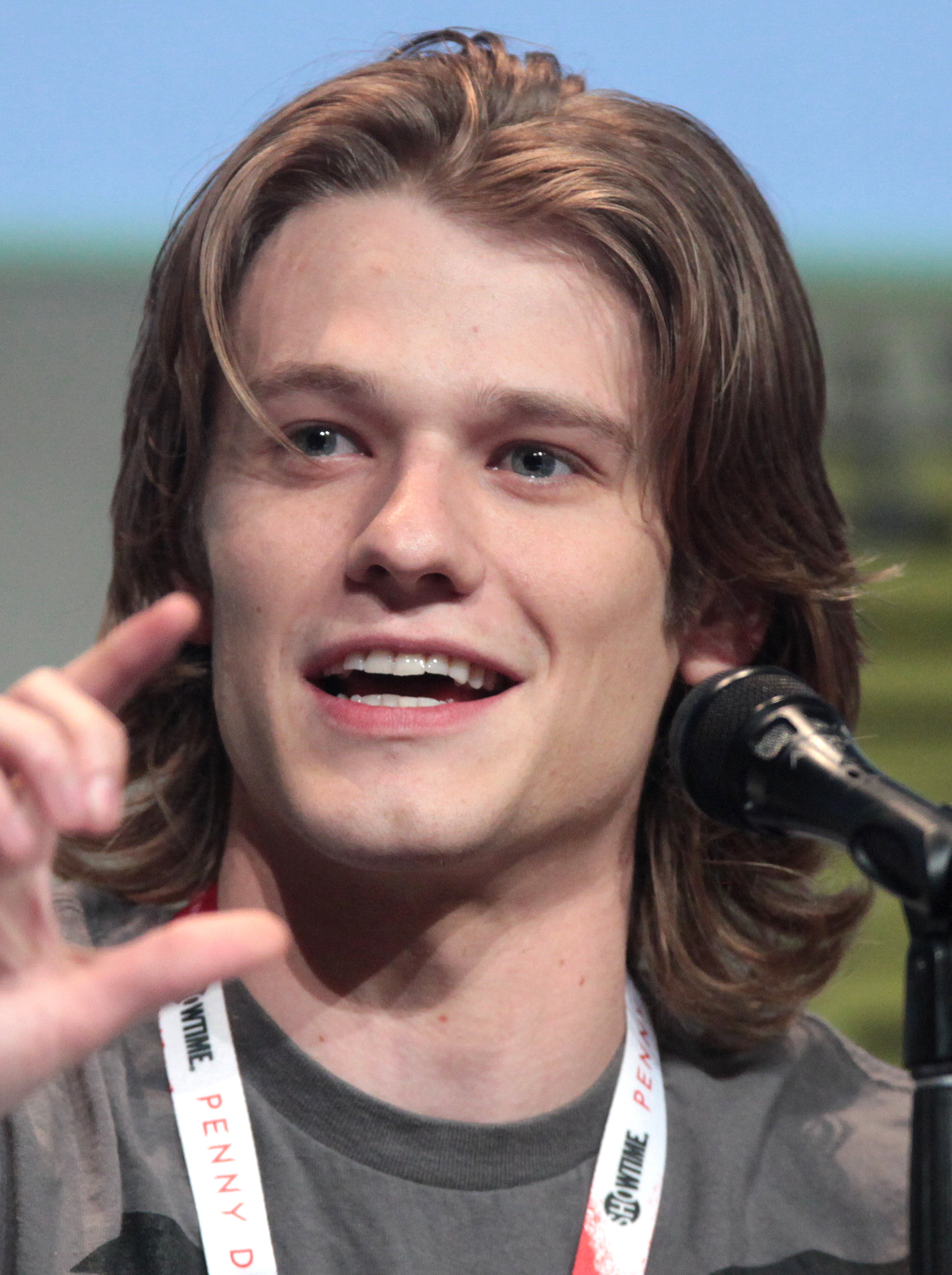
Lucas Till interprète Alex Summers / Havok
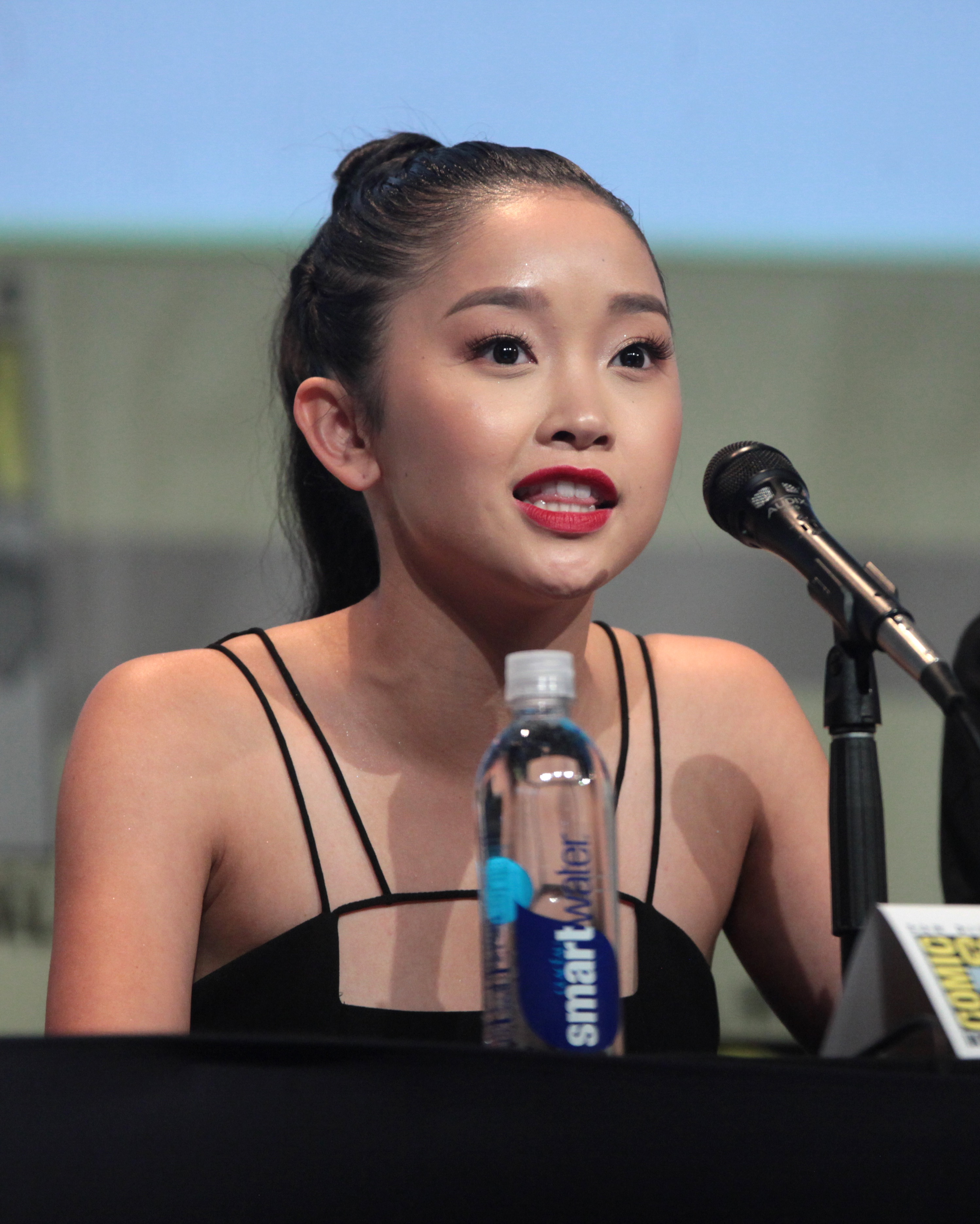
Lana Condor interprète Jubilee

## Production

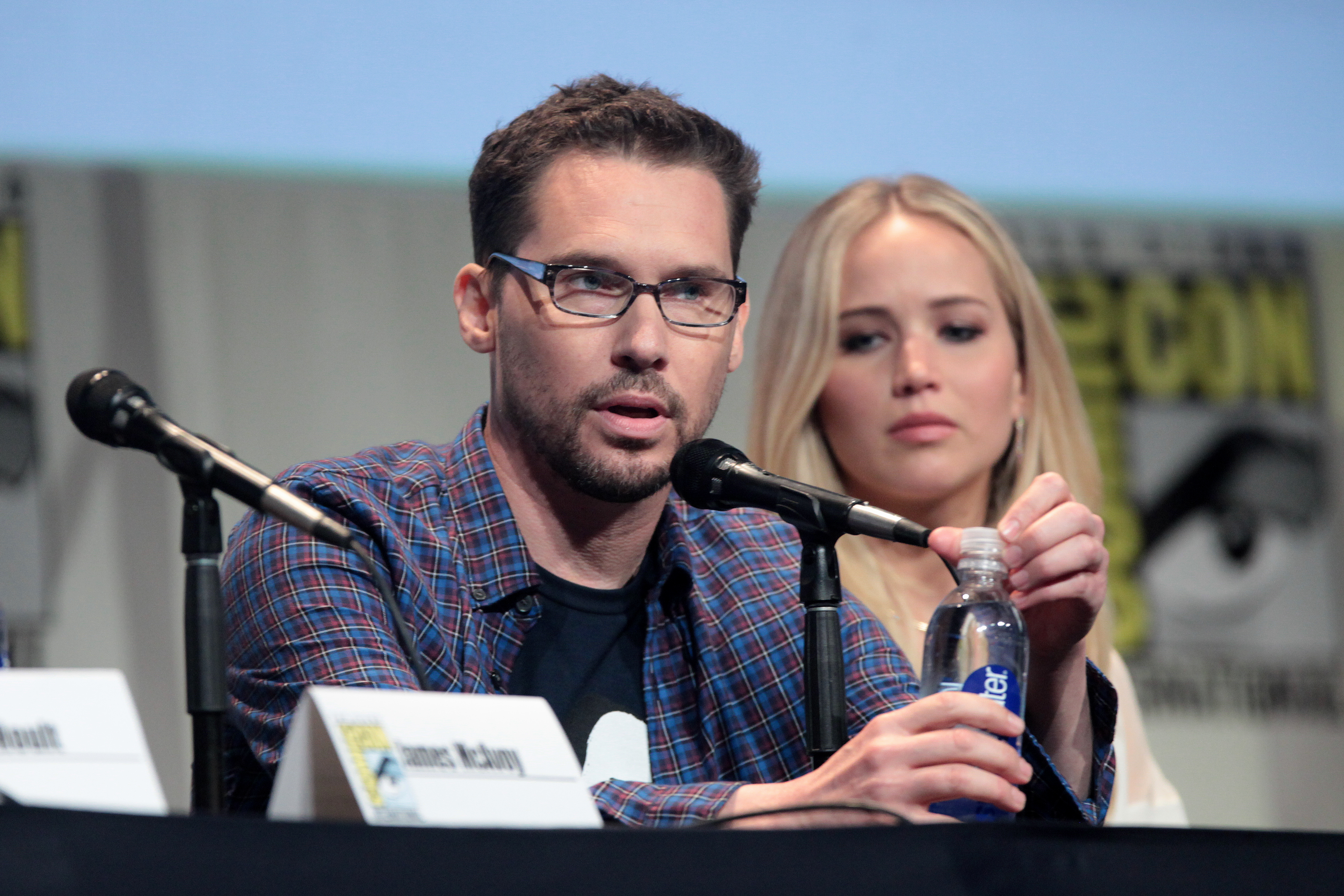
Le réalisateur Bryan Singer pour la promotion du film au San Diego Comic-Con 2015.

### Genèse et développement
Dès décembre 2013, Bryan Singer annonce une suite à X-Men: Days of Future Past s'intitulant X-Men: Apocalypse, alors que Days of Future Past n'est même pas encore sorti. Apocalypse est ensuite introduit dans la séquence post-générique de X Men: Days of Future Past. Dans cette scène, une foule dans le désert acclame un adolescent en train de construire une pyramide grâce à ses pouvoirs, dans l'antiquité, observé par quatre cavaliers. Ils scandent son nom : « En Sabah Nur ».
Le producteur et scénariste Simon Kinberg évoque la possibilité que certains personnages des trois premiers films puissent revenir : « le long métrage se concentrera principalement sur le casting de X-Men : Le Commencement, mais certains membres du casting d'origine seront certainement impliqués ».

### Attribution des rôles

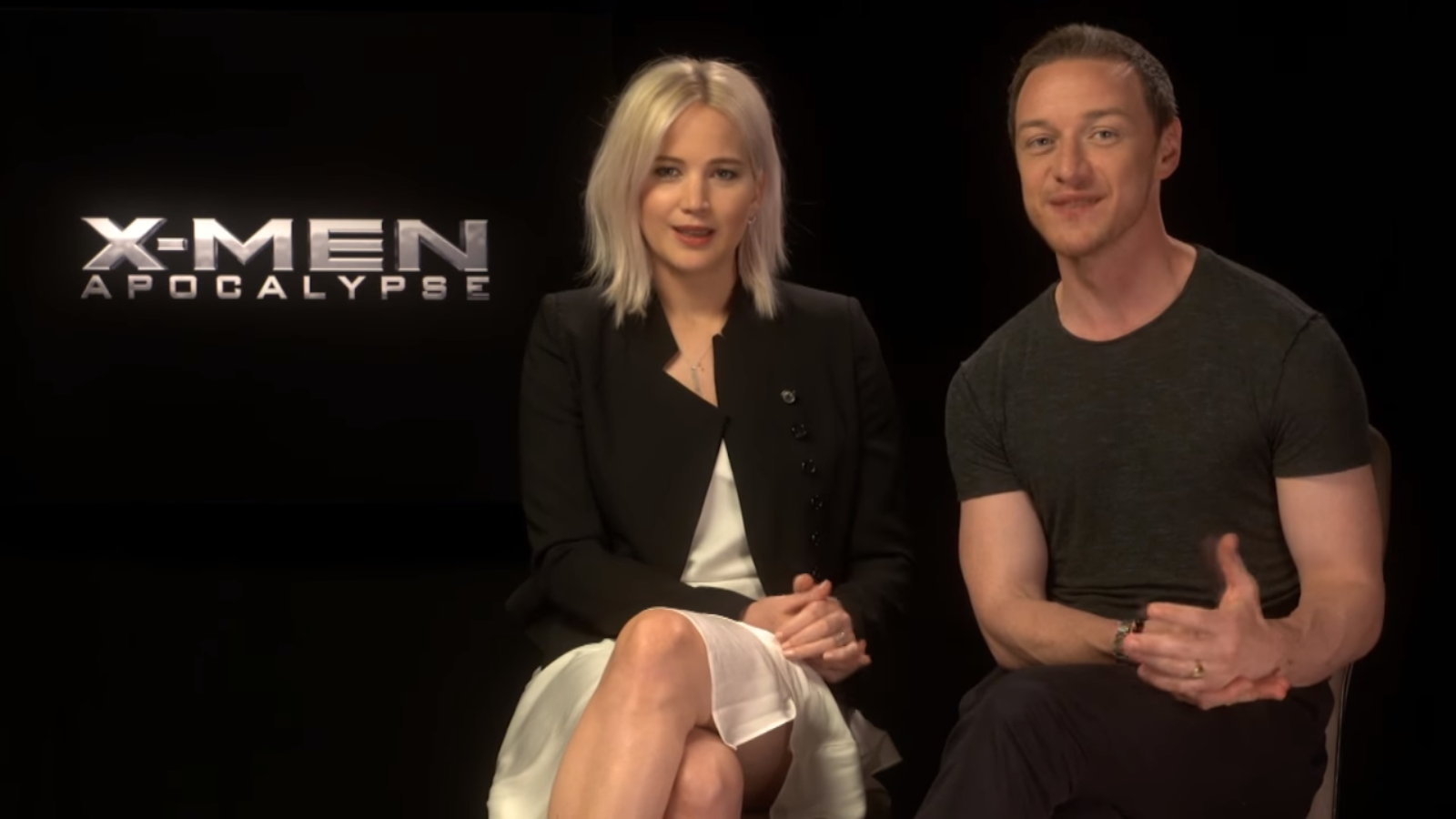
Les acteurs James McAvoy et Jennifer Lawrence en pleine promotion du film.

James McAvoy, Michael Fassbender, Nicholas Hoult et Jennifer Lawrence sont quasiment confirmés dès l'annonce du film.
En mai 2014, après que Bryan Singer a annoncé son envie d'intégrer Gambit et Diablo, Lauren Shuler Donner annonce que Channing Tatum campera le rôle du mutant joueur de cartes et qu'il aura droit à son film solo.
Au moment de la sortie du film X-Men: Days of Future Past, il a été annoncé que les personnages de Vif-Argent et de La Sorcière Rouge seront présents, ce qui confirme déjà la présence d'Evan Peters.
En août 2014, Fan Bingbing confirme également sa présence pour reprendre le rôle de Blink.
En novembre 2014, alors que Tom Hardy avait été approché pour camper le rôle d'Apocalypse, c'est finalement Oscar Isaac qui est choisi.
Bryan Singer a annoncé que les personnages de Jean Grey, Scott Summers et Ororo Munroe seront présents mais pas joués par leurs interprètes d'origine (Famke Janssen, James Marsden et Halle Berry). Quelque temps après cette annonce, de nombreuses rumeurs sont lancées sur les interprètes qui seront choisis : Chloë Moretz, Hailee Steinfeld et Elle Fanning pour le rôle de Jean Grey ; Ben Hardy, Charlie Rowe et Timothée Chalamet pour le rôle de Scott Summers. Pour le rôle de Tornade, Katerina Graham est envisagée. Finalement, Bryan Singer annonce que ce sont Sophie Turner, Tye Sheridan et Alexandra Shipp qui joueront les versions adolescentes de Jean Grey, Scott Summers et Ororo Munroe.
Concernant la version âgée de Charles Xavier, Patrick Stewart annonce qu'il ne reviendra pas. Alors que des rumeurs prévoyaient le retour de Ian McKellen, l'acteur britannique a confirmé lui-même en juin 2015 que ce ne sera pas le cas.
En janvier 2015, il est confirmé que Rose Byrne reprendra le rôle de Moira McTaggert, qu'elle avait déjà incarnée dans X-Men : Le Commencement. Le mois suivant, Kodi Smit-McPhee rejoint la distribution pour incarner Diablo, le mutant capable de se téléporter (déjà vu dans X-Men 2 sous les traits d'Alan Cumming).
En février 2015, Ben Hardy obtient un rôle important encore inconnu,, après avoir été avant cela en lice pour le rôle de Scott Summers. Bryan Singer confirme, deux mois plus tard via le magazine Empire, que Ben Hardy sera Warren Worthington III alias Angel. Néanmoins, des concepts arts semblent indiquer qu'il pourrait s'agir d'Archangel.
En mars 2015, Bryan Singer confirme sur Twitter et Instagram, la présence de Lana Condor qui jouera Jubilation Lee.
En avril 2015, Olivia Munn rejoint le casting dans le rôle de Psylocke (rôle déjà tenu par Mei Melançon dans le film X-Men : L'Affrontement final). Bryan Singer confirme bien le retour de Lucas Till dans le rôle d'Havok; ce sera donc la première fois que les frères Summers seront ensemble dans un film Marvel.
En juin 2015, Channing Tatum affirme que, contrairement à ce que les rumeurs laissaient entendre, il n'apparaîtra pas — même brièvement — dans le film pour incarner Gambit. Il ajoute que le personnage ne fera sa première apparition que dans le film solo.
Au San Diego Comic-Con de juillet 2015, il est confirmé que les personnages d'Archangel, Tornade, Psylocke et Magnéto seront les Quatre Cavaliers de l'Apocalypse. Quelques jours plus tard, l'acteur Josh Helman est annoncé au casting par le réalisateur.
La présence de Hugh Jackman en Wolverine est le sujet de nombreuses rumeurs et sous-entendus. Lors du San Diego Comic-Con, l'acteur présente le film Logan comme étant sa dernière apparition sous les traits du personnage, mais la bande-annonce de X-Men: Apocalypse sortie en avril 2016 confirme la présence de Hugh Jackman en montrant les célèbres griffes de Wolverine.

### Tournage
Le tournage débute le 27 avril 2015 à Montréal,,. La scène où Vif-Argent sauve les mutants, nommée The Extraction, nécessite un mois et demi de tournage, utilisant des caméras haute-fréquence Phantom (caméra) (en) se déplaçant à plus de 140 km/h pour simuler des explosions.
Michael Fassbender aurait fait pleurer tout le monde sur le tournage à la suite d'une performance émouvante.

### Musique
Albums de John Ottman
The Nice Guys
(2016) Instinct de survie
(2016)
Bandes originales de X-Men
X-Men: Days of Future Past
(2014) X-Men: Dark Phoenix
(2019)
La bande originale du film est composée par John Ottman, qui a signé les musiques de chaque long métrage du réalisateur Bryan Singer, à l'exception de X-Men. Elle sort en CD et téléchargement le 13 ou le 20 mai 2016 selon les sites d'actualités spécialisés. Les titres des morceaux composant l'album sont dévoilés le 12 mai 2016.
| Liste des titres | Liste des titres                         | Liste des titres | Liste des titres | Liste des titres | Liste des titres | Liste des titres | Liste des titres | Liste des titres | Liste des titres |
| No               | Titre                                    | Durée            |                  |                  |                  |                  |                  |                  |                  |
| ---------------- | ---------------------------------------- | ---------------- | ---------------- | ---------------- | ---------------- | ---------------- | ---------------- | ---------------- | ---------------- |
| 1.               | Apocalypse                               | 3:43             |                  |                  |                  |                  |                  |                  |                  |
| 2.               | The Transference                         | 3:50             |                  |                  |                  |                  |                  |                  |                  |
| 3.               | Pyramid Collapse / Main Titles           | 2:25             |                  |                  |                  |                  |                  |                  |                  |
| 4.               | Eric's New Life                          | 1:28             |                  |                  |                  |                  |                  |                  |                  |
| 5.               | Just a Dream                             | 1:16             |                  |                  |                  |                  |                  |                  |                  |
| 6.               | Moira's Discovery / Apocalypse Awakes    | 4:35             |                  |                  |                  |                  |                  |                  |                  |
| 7.               | Shattered Life                           | 2:54             |                  |                  |                  |                  |                  |                  |                  |
| 8.               | Going Grey / Who the F are You?          | 1:50             |                  |                  |                  |                  |                  |                  |                  |
| 9.               | Eric's Rebirth                           | 2:48             |                  |                  |                  |                  |                  |                  |                  |
| 10.              | Contacting Eric / The Answer!            | 5:01             |                  |                  |                  |                  |                  |                  |                  |
| 11.              | Beethoven Havok                          | 2:53             |                  |                  |                  |                  |                  |                  |                  |
| 12.              | You Can See                              | 1:31             |                  |                  |                  |                  |                  |                  |                  |
| 13.              | New Pyramid                              | 2:13             |                  |                  |                  |                  |                  |                  |                  |
| 14.              | Recruiting Psylocke                      | 2:05             |                  |                  |                  |                  |                  |                  |                  |
| 15.              | Split them Up!                           | 4:15             |                  |                  |                  |                  |                  |                  |                  |
| 16.              | A Piece of his Past                      | 1:42             |                  |                  |                  |                  |                  |                  |                  |
| 17.              | The Magneto Effect                       | 4:27             |                  |                  |                  |                  |                  |                  |                  |
| 18.              | Jet Memories                             | 1:46             |                  |                  |                  |                  |                  |                  |                  |
| 19.              | The Message / Some Kind of Weapon        | 4:02             |                  |                  |                  |                  |                  |                  |                  |
| 20.              | Great Hero / You Betray Me               | 5:13             |                  |                  |                  |                  |                  |                  |                  |
| 21.              | Like a Fire                              | 4:24             |                  |                  |                  |                  |                  |                  |                  |
| 22.              | What Beach?                              | 1:51             |                  |                  |                  |                  |                  |                  |                  |
| 23.              | Rebuilding / Cuffed / Goodbye Old Friend | 3:35             |                  |                  |                  |                  |                  |                  |                  |
| 24.              | You're X-Men / End Titles                | 4:10             |                  |                  |                  |                  |                  |                  |                  |
| 25.              | Rest Young Child (vocal version)         | 2:18             |                  |                  |                  |                  |                  |                  |                  |
| 76:15            |                                          |                  |                  |                  |                  |                  |                  |                  |                  |

Chansons non originales également présentes dans le film
 Sauf indication contraire ou complémentaire, les informations mentionnées dans cette section proviennent du générique de fin de l'œuvre audiovisuelle présentée ici.
- Glory Of The Trumpets par J. Bronshire.
- Countess Bathory par Venom de 1982.
- Kaltes klares Wasser par Malaria! de 1981.
- Rest Young Child de John Ottman.
- I Ran (So Far Away) par A Flock of Seagulls de 1982.
- Apollo's Kiss de Fred Steiner (tirée de la série télévisée Star Trek).
- End Of Apollo de Fred Steiner (tirée de la série télévisée Star Trek).
- $25,000 Pyramid Theme par Bob Cobert (en).
- Be All That You Can Be de Jake Holmes de 1979.
- The Four Horsemen par Metallica de 1983.
- Kdo Jsem par Progres 2 (en).
- Allegretto de la Symphonie no 7 de Ludwig van Beethoven.
- Theme From Knight Rider par Stu Phillips (tirée de la série télévisée K 2000).
- Let Me Hear You Say Hey par Paul Howard Emanuel.
- Sweet Dreams (Are Made of This) par Eurythmics de 1983.

## Sortie et accueil

### Dates de sortie
Le film est sorti le 18 mai 2016 en France et le 27 mai 2016 aux États-Unis.

### Accueil critique
X-Men: Apocalypse obtient un accueil critique mitigé des critiques professionnels. Il ne recueille que 47 % d'avis favorables sur le site Rotten Tomatoes, pour 350 critiques collectées et une moyenne de 5,6⁄10. Le consensus suivant résume les critiques compilées par le site : « Une action surchargée et un antagoniste cliché détournent l'attention d'interprètes autrement forts et de thèmes résonnants, faisant de X-Men: Apocalypse un chapitre intermédiaire de la vénérable franchise de super-héros ». Le site Metacritic lui donne un score de 52⁄100 pour 48 critiques collectées.
En France, le site Allociné recense 25 titres de presse et propose une note moyenne de 2,5⁄5. La critique reproche principalement un scénario redondant, la direction artistique avec trop d'effets spéciaux et l'antagoniste Apocalypse.

### Box-office
X-Men: Apocalypse a rencontré un succès commercial, rapportant plus de 534 000 000 $ de recettes mondiales, multipliant par trois sa rentabilité. Aux États-Unis, le film engrange plus de 155 000 000 $ de recettes, où il est resté une semaine en tête du box-office américain. Les résultats sur le territoire américain sont en net retrait par rapport à X-Men: Days of Future Past (233 921 534 $), mais fait mieux que X-Men : Le Commencement (146 408 305 $).
En France, X-Men: Apocalypse totalise plus de 2 150 000 entrées, où il est resté une semaine en tête du box-office, se positionnant en quatrième place de la saga X-Men. Il se classe 19e au box-office France 2016.
| Pays ou région    | Box-office        | Date d'arrêt du box-office | Nombre de semaines |
| ----------------- | ----------------- | -------------------------- | ------------------ |
| États-Unis Canada | 155 442 489 $,    | 28 juillet 2016            | 9                  |
| France            | 2 153 295 entrées | 18 juillet 2016            | 12                 |
| Total mondial     | 543 934 787 $     | 20 septembre 2016          | 21                 |

## Distinctions
Entre 2016 et 2017, X-Men : Apocalypse  a été sélectionné 20 fois dans diverses catégories et a remporté 1 récompense.

### Récompenses
| Année | Cérémonie ou récompense | Catégorie / Récompense                                      | Nommé(es) / Lauréat(es) |
| ----- | ----------------------- | ----------------------------------------------------------- | ----------------------- |
| 2017  | Prix ACTRA              | Prix ACTRA Montreal de la meilleure performance de cascades | Mich Todorovic          |

### Nominations
| Année | Cérémonie ou récompense                                                       | Catégorie / Récompense                                                     | Nommé(es) / Lauréat(es) |
| ----- | ----------------------------------------------------------------------------- | -------------------------------------------------------------------------- | --- |
| 2016  | Prix de l'Académie australienne des arts du cinéma et de la télévision        | Meilleurs effets visuels ou animation                                      | John Dykstra, Matt Sloan, Blondel Aidoo, Steve Hamilton, Tim Crosbie et Dennis Jones                                                                                       |
| 2016  | Prix de la bande-annonce d'or                                                 | Meilleur blockbuster de l'été 2016                                         | 20th Century Fox et Mob Scene Creative Productions |
| 2016  | Prix de la musique hollywoodienne (Hollywood Music In Media Awards (HMMA))    | Meilleure musique originale pour un film de science-fiction ou fantastique | John Ottman |
| 2016  | Prix du jeune public                                                          | Meilleur film d'été                                                        | - |
| 2016  | Prix du jeune public                                                          | Meilleure révélation                                                       | Alexandra Shipp |
| 2016  | Prix du jeune public                                                          | Meilleur voleur de vedette                                                 | Evan Peters |
| 2016  | Prix du jeune public                                                          | Meilleure crise de colère                                                  | Hugh Jackman |
| 2016  | Prix Schmoes d'or                                                             | La plus grande déception de l'année                                        | X-Men: Apocalypse |
| 2017  | Académie des films de science-fiction, fantastique et d'horreur - Prix Saturn | Meilleur film tiré d'un comic                                              | X-Men: Apocalypse |
| 2017  | Académie des films de science-fiction, fantastique et d'horreur - Prix Saturn | Meilleure réalisation                                                      | Bryan Singer |
| 2017  | Académie des films de science-fiction, fantastique et d'horreur - Prix Saturn | Meilleur maquillage                                                        | Charles Carter, Rita Ciccozzi et Rosalina Da Silva |
| 2017  | Prix ACTRA                                                                    | Meilleure performance de cascades                                          | Naomi Frenette |
| 2017  | Prix ACTRA                                                                    | Meilleure performance de cascades                                          | Eric Paul-Hus |
| 2017  | Prix du choix des enfants                                                     | Dur à cuire préféré                                                        | Jennifer Lawrence |
| 2017  | Prix du choix des enfants                                                     | #ÉQUIPE                                                                    | James McAvoy, Michael Fassbender, Jennifer Lawrence, Nicholas Hoult, Evan Peters, Tye Sheridan, Kodi Smit-McPhee, Ben Hardy, Sophie Turner, Alexandra Shipp et Olivia Munn |
| 2017  | Prix du public                                                                | Film d'action préféré                                                      | X-Men: Apocalypse |
| 2017  | Prix Jupiter                                                                  | Meilleur film international                                                | X-Men: Apocalypse |
| 2017  | Société des critiques de cinéma d'Hawaii (Hawaii Film Critics Society)        | Meilleur maquillage                                                        | Rita Ciccozzi et Félix Larivière |
| 2017  | Société des effets visuels                                                    | Meilleur compositing dans une fonction photoréaliste                       | Jess Burnheim, Alana Newell, Andrew Peel et Matthew Shaw |